# Flaga Organizacji Współpracy Islamskiej
Flaga Arabskiej Unii Maghrebu – oficjalna flaga OWI.

## Symbolika
Półksiężyc i barwa zielona to symbol islamu. Napis wpisany w półksiężyc odczytujemy jako - arab. Allahu Akbar tj. Bóg jest wielki. Barwy flagi odnoszą się też do barw arabskich dynastii i rodów: Fatymidzi (zielona), Umajjadzi (biała), Abbasydzi (czarna), Haszymici (czerwona).